# Live Archive 04
Live Archive 04 is een livealbum van Steve Hackett. 04 verwijst niet naar deel 4, maar naar de datum van het concert dat opgenomen werd 3 april 2004 te Petofi Csamok in Boedapest. Het betreft hier een "elektrische" set, ongeveer een jaar eerder werd de akoestische set Hungarian horizons uitgegeven, opgenomen in Boedapest.

## Musici
- Steve Hackett – zang, gitaar
- Roger King – toetsinstrumenten
- Rob Townsend – dwarsfluit, saxofoons, toetsinstrumenten
- Terry Gregory – basgitaar, zang
- Gary O'Toole – slagwerk

## Muziek
| Nr. | Titel                 | Duur |
| --- | --------------------- | ---- |
| 1.  | Intro                 |      |
| 2.  | Valley of the kings   |      |
| 3.  | Mechanical bride      |      |
| 4.  | Circus of becoming    |      |
| 5.  | Frozen statues        |      |
| 6.  | Slogans               |      |
| 7.  | Serpentine song       |      |
| 8.  | Ace of wands          |      |
| 9.  | Hammer in the sand    |      |
| 10. | Blood on the rooftops |      |
| 11. | Fly on a windshield   |      |
| 12. | Please don’t touch    |      |
| 13. | Firth of Fifth        |      |

| Nr. | Titel                     | Duur |
| --- | ------------------------- | ---- |
| 1.  | If you can’t find heaven  |      |
| 2.  | Darktown                  |      |
| 3.  | Brand new                 |      |
| 4.  | Air-conditioned nightmare |      |
| 5.  | Every day                 |      |
| 6.  | Clocks                    |      |
| 7.  | Spectral mornings         |      |
| 8.  | Los endos                 |      |